# 薯根延胡索
薯根延胡索（学名：Corydalis ledebouriana）为罂粟科紫堇属下的一个种。

## 扩展阅读
- 維基物種上的相關：薯根延胡索